# كأس الدوري الياباني 2015
كأس الدوري الياباني 2015 (باليابانية: 2015年のJリーグカップ) هو الموسم 23 من كأس الدوري الياباني. أشرف على تنظيمه دوري الدرجة الأولى الياباني، وكان عدد الأندية المشاركة فيه 18، وفاز فيه كاشيما أنتلرز.